# Cap Bitou
Le cap Bitou (chinois traditionnel: 鼻頭角 ; pinyin: Bítóu Jiǎo ; anglais : Bitou Cape) est un cap dans le district Ruifang, Nouveau Taipei à Taïwan. 

## Nom
Le nom Bitou signifie le bout du nez en langues chinoises.

## Écologie
Le cap est le cap le plus au nord-est de Taïwan. C'est le type de forme de terre érodée par la mer, elle comprend donc plusieurs caractéristiques telles que des falaises et des plates-formes.

## Architecture
Le cap est équipé d'un itinéraire circulaire de sentier pédestre, qui part du port de pêche de Bitou et se termine à l'école primaire de Bitou. Il abrite également une caserne militaire et le phare du cap Bitou au bout du cap.

## Transport
Le cap est accessible en bus depuis la gare centrale de Taipei.